# Nowhere Land (Club House)
Nowhere Land è un album pubblicato dal gruppo musicale Club House nel 1996.
L'album contiene i singoli di successo che la band ha pubblicato tra il 1991 e il 1996, come Nowhere Land, Light My Fire e Take Your Time. All'album ha collaborato anche l'artista Carl.

## Tracce
1. Nowhere Land
2. Light My Fire
3. Take Your Time
4. You and I
5. All by Myself
6. Feeling Better
7. Endless Love
8. Living in the Sunshine
9. No One Like You
10. I´m Falling Too
11. World of Dreams